# The Loud House
The Loud House (conocida como Una casa de locos en España) es una serie de televisión animada creada por Chris Savino, y que se estrenó el 2 de mayo de 2016 por la cadena estadounidense Nickelodeon. La historia trata sobre la vida cotidiana de Lincoln Loud, un niño que vive, junto con sus 10 hermanas, en el pueblo ficticio de Royal Woods, Míchigan. La serie se basa principalmente en la infancia de Savino, quien creció en una familia numerosa, y su animación es en gran parte influenciada por tiras cómicas y humor absurdo.La serie fue presentada a Nickelodeon en 2013 como un cortometraje de dos minutos que participó en el programa anual de episodios piloto Animated Shorts Program. La producción comenzó al año siguiente.
The Loud House ha recibido reseñas positivas y altos niveles de audiencia, por lo que se ha convertido en la segunda serie en emisión más vista de Nickelodeon en la actualidad. La razón, según Chris Savino, se debe al enfoque realista que toma la serie en diversas situaciones cotidianas, y que está destinada a una audiencia en donde todos puedan sentirse identificados con los personajes. También ha obtenido una respuesta positiva por incorporar a personajes provenientes de diferentes culturas, con capacidades y orientaciones y preferencias sexuales diferentes. La serie ha recibido una considerable atención mediática y nominaciones tanto en la 28ª como en la 29ª edición de los premios GLAAD Media Awards por la inclusión de Howard y Harold McBride, dos personajes secundarios que son un matrimonio gay interracial. Su introducción en la serie fue calificada como «histórica» por los medios de comunicación y provocó un aumento de la audiencia. La serie también ganó el Premio Imagen al mejor programa infantil de televisión por su representación positiva de los latinos. En mayo de 2017, los personajes de Lincoln Loud y Clyde McBride aparecieron en la portada de Variety como ejemplo de personajes diversos en la televisión infantil.
Para mayo de 2023, se habían emitido un total de siete temporadas de la serie. Tras el éxito de la serie, se dio paso al surgimiento de una serie spin-off llamada Los Casagrande, la cual se estrenó el 14 de octubre de 2019 y terminó el 30 de septiembre de 2022; un largometraje de animación que se estrenó en Netflix el 20 de agosto de 2021, una película de televisión de imagen real que se estrenó en Paramount+ el 26 de noviembre de 2021, y la serie de imagen real The Really Loud House, que se estrenó el 3 de noviembre de 2022. Además, una segunda película de televisión de imagen real, A Really Haunted Loud House, se estrenó el 28 de septiembre de 2023, así como un segundo largometraje de animación, Los Casagrande: La película, el cual se estrenó el 22 de marzo de 2024 en Netflix.

## Argumento
Lincoln Loud es un niño de 11 años (12 años desde la Temporada 6), que vive en el pueblo ficticio de Royal Woods, en una casa con sus 10 hermanas (5 mayores y 5 menores). Tiene que tratar de sobrevivir entre ellas ideando soluciones ingeniosas a los problemas y el caos que vive de forma cotidiana. La serie se desarrolla en la ciudad de Royal Woods, Michigan, la cual está inspirada en Royal Oak, un suburbio de Detroit en donde nació y se crio Chris Savino.
Al comienzo de la serie, Lincoln era el único protagonista, quien generalmente rompe la cuarta pared para dirigirse a la audiencia, ya sea para explicar un problema como para decir qué aprendió de todo lo ocurrido en el episodio. En las siguientes temporadas, el protagonismo se amplía hacia el resto de sus hermanas, al punto de que hay episodios basados íntegramente en una de ellas, quienes viven diversas situaciones y se ve a fondo sus características.
En una entrevista realizada en 2024 hacia Michael Rubiner, productor de la serie, y Kyle Marshall, director y guionista, comentaron que tras el éxito y extensión de The Loud House, han optado por expandir el mundo de la serie, desde incorporar tramas más allá del realismo imperante en la primera temporada, hasta dar un mayor desarrollo de los personajes principales y secundarios, al punto de generar numerosos pequeños arcos argumentales que se han ido desarrollando a lo largo de la serie, experimentando con diversos tipos de humor y género.

## Personajes

### Familia Loud

#### Los hermanos Loud
- Lincoln Loud (voz por Sean Ryan Fox en el piloto, y al comienzo de la serie por Grant Palmer)

Tiene 11 años (12 desde la Temporada 6), y es el protagonista de la serie. Es el único varón de los hermanos, siendo el sexto integrante, quien se sitúa alrededor de las condiciones a menudo caóticas de la familia, mediante la búsqueda de soluciones creativas a sus problemas, considerándose el "hombre con un plan". Posee cabello blanco, y su vestimenta consiste en una camiseta naranja, jeans azules y zapatillas blancas. Le gusta ver películas, jugar videojuegos, ver y hacer actos de magia, y leer cómics, siendo fan del superhéroe Ace Savvy y del agente secreto David Steele, al punto de hacer cosplay de ambos personajes. Es inteligente, sociable, perseverante, paranoico, multifacético, y es el único miembro de la familia que posee su propia habitación. A lo largo de la serie, ha sentido atracción hacia diversas chicas, pero es Ronnie Anne quien ha mostrado más cercanía y gustos en común.
- Lori Loud (voz por Catherine Taber)

Tiene 17 años (18 desde la Temporada 5), y es la mayor de los 11 hermanos. Posee un corto cabello rubio, y su vestimenta se basa en una blusa y zapatos celestes, y shorts marrones. Es muy gentil, pero algo insegura, mandona, sarcástica, y a veces posee un mal temperamento; si bien suele ser un poco ruda con Lincoln y sus hermanas, los quiere mucho y en más de una ocasión los ayuda en resolver sus problemas. Su principal pasatiempo es usar su teléfono móvil. Tiene un novio llamado Bobby, con quien posee una fuerte relación amorosa y suele comunicarse todo el tiempo, sea por un ordenador o por su teléfono móvil. Tiende a decir "literalmente" todo el tiempo, y es la única de los hermanos que tenía licencia de conducir, hasta la sexta temporada. También es una buena golfista, al punto de que obtuvo una beca para ingresar a la Universidad Fairway; por lo que, a partir de la temporada 5, comienza a vivir y estudiar allí, siendo parte del equipo de golfistas de la casa de estudios, y visitando regularmente a su familia. Sin embargo, a partir de la temporada 8, Lori se toma un año sabático de la universidad y reside en el garaje del señor Grouse.
- Leni Loud (voz por Liliana Mumy)

Tiene 16 años (17 desde la Temporada 5), y es la segunda hermana mayor. Posee un largo cabello rubio, y usa un vestido aguamarina, gafas de sol en la cabeza y sandalias blancas. Es amable, ingenua, torpe y olvidadiza, quien en ocasiones suele ser vigilada por sus hermanos para que no se meta en problemas, así como evitar que otras personas abusen de su amabilidad. Dado que comparte su habitación con Lori, suele usar la ropa de ella, lo cual genera numerosas peleas entre ambas. Es amante y experta en el diseño de moda, en el que se dedica a diseñar toda clase de vestimentas, demostrando ser bastante creativa y talentosa en esa área. Es aracnofóbica, temor el cual su hermana Luan suele usar para hacerle bromas. Desde la tercera temporada, comienza a trabajar en una tienda de ropa en el centro comercial de Royal Woods. A partir de la quinta temporada, dado que Lori se va de la casa, Leni comienza a ser la hermana mayor y a cargo de resolver los conflictos que poseen el resto de sus hermanos, y en la sexta temporada, logra obtener su licencia de conducir.
- Luna Loud (voz por Nika Futterman)

Tiene 15 años (16 desde la Temporada 5), y es la tercera hermana mayor. Tiene un corto cabello marrón, y viste una camiseta, falda y botas púrpura. Es alegre, enérgica, ruidosa, y también suele ayudar a sus hermanos cuando lo necesitan; también, tiende a sentirse mal cuando piensa que su familia no apoya sus decisiones o cuando esta los molesta. Posee un gran talento y afición en el canto y la música (especialmente en el género del rock), y suele tocar principalmente una guitarra eléctrica, aunque en varias ocasiones ha demostrado tocar prácticamente cualquier instrumento musical. Originalmente, su interés era la música clásica, hasta que a la edad de 9 años fue a un concierto de rock realizado por Mick Swagger, donde se vio fuertemente influenciada hacia el rock. Suele destruir cosas como parte de su acto musical y ser bastante temeraria. En la segunda temporada, se revela que ella es bisexual, al volverse novia de su compañera de banda, Sam.
- Luan Loud (voz por Cristina Pucelli)

Tiene 14 años (15 desde la Temporada 5), y es la cuarta hermana mayor. Es optimista, alegre, inmadura y siempre busca dar ánimo a sus hermanos cuando están mal. Es aficionada a las artes escénicas, especialmente a las bromas y la comedia, quien suele contar chistes malos incluso ante las situaciones menos indicadas, y en ocasiones suele ser irritante para sus hermanos. A pesar de su optimismo, hay ocasiones en que suele ser bastante insegura y vulnerable a la hora de tomar decisiones, y es sensible ante las críticas, pero siempre lo resuelve. Ella posee un largo cabello marrón en forma de cola de caballo, usa frenillos, y su vestimenta es de una camiseta blanca con una flor rosa en el pecho (el cual dispara chorros de agua), una falda amarilla con rayas negras, y zapatos marrones. Es dueña de un muñeco de ventrílocuo llamado Mr. Coconuts (Sr. Cocos en Latinoamérica), al cual suele usar constantemente para contar chistes, o incluso para hablar con él cuando muestra preocupación hacia algo; entre otras habilidades suyas se encuentra: realizar trucos de magia, ser mima, hacer malabares y actuar en obras de teatro. Cada Primero de abril llega a sobrepasarse mediante bromas violentas y demasiado elaboradas, al punto de que su familia intenta permanecer alejada de ella durante ese día. Además de pertenecer al club de teatro y hacer videos de bromas en internet, también ha trabajado en una cafetería, en un puesto de comida rápida e interpretando a Tippy, un personaje de un parque de diversiones. A finales de la tercera temporada, se vuelve novia de Benny, compañero de clases y del club de teatro.
- Lynn Loud Jr. (voz por Jessica DiCicco)

Tiene 13 años (14 desde la Temporada 5), y es la quinta hermana mayor. Es una chica enérgica, ruda, orgullosa y competitiva, que a menudo se involucra en deportes y otras actividades físicas, en donde suele ganar numerosos campeonatos ante ello, y en poseer una increíble fuerza física. Posee un cabello marrón en forma de cola de caballo, y viste una playera roja y blanca, shorts rojos y zapatillas deportivas negras. Es bastante supersticiosa en el tema de la mala suerte, aplicando toda clase de métodos para que tenga buenos resultados o para que su equipo deportivo favorito gane un evento. Su personalidad impulsiva y algo agresiva se debe a que había sido víctima de bullying cuando estuvo en 6° grado, por lo que adoptó esa personalidad para evitar futuras agresiones. Además del deporte, suele ser competitiva en otras situaciones, como en los juegos de mesa y en las labores cotidianas, al punto de molestarse mucho cuando ve que alguien es mejor que ella en algunas áreas.
- Lucy Loud (voz por Jessica DiCicco)

Tiene 8 años (9 desde la Temporada 7), y es la séptima hermana, justo después de Lincoln. Es una chica gótica, sombría e inexpresiva, que casi siempre mantiene una conducta estoica. Ella tiene la piel muy pálida, un cabello oscuro que le cubre los ojos, y usa una vestimenta negra y medias con rayas blancas y negras. Sus padres admiten que le dejaron crecer el fleco hasta cubrir sus ojos por la mirada tan penetrante que posee. Le gusta escribir y leer poemas, leer libros de terror gótico (especialmente el romance entre vampiros), realizar funerales tanto de personas como animales, hacer predicciones mediante el tarot, y hacer espiritismo, en donde este último hace mención a los antepasados de la familia, especialmente de la bisabuela Harriet. Lucy también tiene una extraña habilidad para aparecer repentinamente, lo cual suele asustar a sus hermanos, pero eso mismo hace que sus hermanos ignoren su presencia, incluso cuando ella habla. Al ser amante del horror y la oscuridad, ella es la reina del Halloween, siendo una experta en sustos y disfraces terroríficos. Comparte su habitación con Lynn Jr.
- Lola Loud (voz por Grey Griffin)

Tiene 6 años (7 desde la Temporada 5), y es la hermana gemela de Lana. Posee un largo cabello rubio, no posee dientes frontales al igual que Lana, y usa un vestido rosa, guantes largos y una tiara en su cabeza. Es tierna e inteligente, pero también llega a ser manipuladora, egoísta, chismosa, malcriada, temperamental, y es capaz de hacer cualquier cosa tanto para lograr un objetivo como para vengarse de alguien ante una ofensa. Sus principales gustos son participar en concursos de belleza, los cuales ha ganado en su mayoría y toma muy en serio, así como maquillarse, tomarse fotografías, las joyas y manejar un automóvil rosa de juguete. También le fascinan las fiestas de té, las princesas y la purpurina. Tiene la habilidad de hacer dinero, al punto de prestarle dinero a sus hermanos, a cambio de favores en caso de que no le devuelvan la cantidad prestada. Si bien asiste a la escuela como el resto de sus hermanos, estudia en casa cuando tiene que participar en importantes concursos de belleza.
- Lana Loud (voz por Grey Griffin)

Tiene 6 años (7 desde la Temporada 5), y es la hermana gemela de Lola. Es rubia con dos coletas cortas, no posee dientes frontales al igual que Lola, y viste una jardinera azul, camiseta celeste y una gorra de béisbol roja. A diferencia de su hermana, le gusta ensuciarse con barro, tener mascotas exóticas (especialmente una rana llamada Brinquitos), reparar objetos y a menudo molestar a Lola. Suele ser asquerosa, ya que suele hurgar en la basura, ingerir insectos, alimentos en mal estado o tirados en el suelo, o limpiar los deshechos de las mascotas de la casa. Sabe mucho sobre plomería, carpintería y mecánica, y suele reparar cualquier desperfecto en la casa, principalmente el baño y el vehículo familiar. Se sabe que ella es dos minutos mayor que su gemela.
- Lisa Loud (voz por Lara Jill Miller)

Tiene 4 años (5 desde la Temporada 5), y es la segunda hermana más joven. Es una niña prodigio, que se ha graduado de la universidad con un doctorado, ganado un nobel júnior, y a menudo se involucra en ecuaciones complejas y experimentos (que por lo general, terminan estallando), pero dada su edad, sigue conservando algo de su lado infantil y asiste a un jardín de niños. Posee un cabello marrón, corto y despeinado, usa grandes anteojos, un suéter verde, pantalones beige y habla con un ceceo lateral. En algunos episodios, ella desarrolla experimentos y descubrimientos sobrenaturales (como crear una bestia a base de basura o viajar brevemente en el tiempo). Usualmente tiende a ser egocéntrica, condescendiente, sarcástica, fría, y es casi incapaz de decir mentiras. También, cree que toda situación cotidiana tiene una explicación científica, al mismo tiempo que le cuesta comprender las emociones humanas. Suele ayudar a sus hermanos para mejorar sus calificaciones en diversas asignaturas, pero también experimenta con ellos, ya sea logrando que ingieran algo o insertando objetos en sus cuerpos (a veces, sin el consentimiento de ellos). Además de sus experimentos, le gusta mucho escuchar música West Coast Rap.
- Lily Loud (voz por Grey Griffin)

Ella tiene 1 año (2 desde la Temporada 5), y es la menor de los 11 hermanos. Lily es una bebé que recién ha aprendido a andar y apenas puede pronunciar algunas palabras. Suele ensuciar su pañal, y disfruta de quitarse el pañal y andar desnuda por toda la casa. A diferencia de otros bebés, Lily no suele llorar mucho, y sus hermanos deben cuidarla. Desde la temporada 5, comienza a ir al jardín de niños, aprende a hablar y viste una camiseta blanca, shorts lila y calcetines blancos.

#### Otros familiares
- Rita "Mamá" Loud  (voz por Jill Talley): Es la madre de los hermanos Loud. Su cara no fue mostrada en pantalla hasta el episodio "11 Loud's Leapin"; es rubia y comparte similitud con Leni y Lori, y usa una blusa de color rojo claro con un pantalón de color beige. Es trabajadora, amable, inteligente, y trabajó como asistente en una clínica dental hasta mediados de la temporada 4, cuando empieza a trabajar como editora en un periódico local. Junto a su trabajo y en atender a las necesidades de sus hijos, le fascina la literatura, y su principal sueño es poder publicar un libro propio.

- Lynn "Papá" Loud Sr. (voz por Brian Stepanek): Es el padre de los hermanos Loud. Su cara no fue mostrada en pantalla hasta el episodio "11 Loud's Leapin"; es casi pelón y usa un suéter de color verde oscuro. Es infantil, responsable y suele llorar mucho ante situaciones comunes (ya sea recordando una anécdota familiar, cuando algo no funciona a su modo, o cuando alguien le cuestiona o critica algo), quien ama mucho a sus hijos. Siente una gran afición hacia la cultura británica y en tocar el cencerro como instrumento musical. Hasta la temporada 2, trabajó como informático en una empresa, hasta que renunció para dedicarse a su principal pasión, que es la gastronomía; por lo que, trabajó en un restaurante ruso-hawaiano hasta finales de la temporada 3, cuando abre su propio restaurante con temática familiar. Sus gustos por la cocina comenzaron desde que era niño gracias a una profesora, donde además de platos comunes, también le gusta experimentar con platos exóticos, pero que varias veces resultan asquerosos para la familia. Se sabe que heredó la van por parte de su padre y tiene un hermano.

- Albert "Pop-Pop" Reynolds (voz por Fred Willard): Es el abuelo materno de los hermanos Loud y padre de Rita, cuyos rasgos físicos son similares a los de Lincoln, especialmente en su cabello blanco. Es un militar en retiro que posee una muy buena condición física y quiere mucho a sus nietos. Vive en un hogar de retiro llamado Sunset Canyon.

- Myrtle "Gran-Gran" Reynolds (voz por Jennifer Coolidge): Es la esposa de Albert y abuela ''honoraria'' de los hermanos Loud. Dado que pasó gran parte de su vida viajando por todo el mundo, nunca se casó ni tuvo hijos, razón por la que expresa un fuerte amor hacia sus nietos, y en pasar tiempo con ellos. En la sexta temporada, se descubre que anteriormente había sido una agente secreta del gobierno, que participó en varias misiones de espionaje y en capturar criminales.

- Ruth (voz por Grey DeLisle): es la tía-abuela materna de los hermanos Loud y tía de Rita, a la que tanto Lincoln como sus hermanas detestan visitar, tanto porque se aburren allí como porque ella les pide favores desagradables, como hacerle masajes en los pies o darles de comer a sus gatos (que suelen ser agresivos). A pesar de todo, ella quiere mucho a su familia.

- Leonard "Gramps" Loud (voz por Rick Zieff): es el abuelo paterno de los hermanos Loud y padre de Lynn Sr. Es un pescador que a pesar de mantenerse lejos de su familia, los quiere mucho, y fue quien regaló la van de la familia a su hijo. Facialmente es idéntico a su hijo, salvo a que posee un cabello canoso y una larga barba gris, y viste una parka naranja y pantalones azules; también, comparte ciertos gustos y personalidades con su hijo, como ser muy sensible a los recuerdos y ante las críticas.

- Lance Loud (voz por Rob Riggle): es el tío paterno de los hermanos Loud y hermano de Lynn Sr. Tiene una conflictiva relación con Lynn Sr., tanto porque Lance era el hijo favorito de su padre, Leonard, como por haber roto por accidente un regalo de este durante una Navidad celebrada en la casa Loud. Es más alto y musculoso que su hermano, posee un cabello corto marrón, y viste un chándal azul y zapatillas deportivas blancas.

- Shelby Loud (voz por Kyrie McAlpin): Es la segunda hija de Lance, y prima de los hermanos Loud. Tiene un buen sentido del humor y es ingeniosa, aunque tiene problemas para orientarse. Posee lentes verdes y un largo cabello negro con moños.

#### Mascotas de la Familia Loud
- Charles (voz por Dee Bradley Baker): es el perro de los Loud, de raza pitbull y pelaje blanco, con unas manchas negras en el rostro.

- Cliff (voz por Dee Bradley Baker): Es el gato de los Loud, de pelaje negro.

- Geo (voz por Dee Bradley Baker): Es el hámster de los Loud, que reside en una esfera para hámsteres.

- Walt (voz por Dee Bradley Baker): Es el canario de la familia Loud.

- Izzy: Es la mascota lagarto de Lana. Junto a Hops, sustituye a Seymour.

- El Diablo: Es la mascota serpiente de Lana.

- Hops (Brinquitos en Latinoamérica): Es la mascota rana de Lana, la cual conoció en un lago, y con quien tiene una estrecha amistad.

- Fangs (Colmillito en Latinoamérica): Es la mascota murciélago de Lucy.

- Gary: Es la mascota conejo de Luan.

### Familia McBride
- Clyde McBride (voz por Caleel Harris): Es el mejor amigo de Lincoln, al que suele acompañar en sus aventuras y comparte sus mismos gustos hacia los cómics y las películas, aunque también le gusta cocinar. Es solidario, cariñoso, nerd, inteligente, pero socialmente inepto, cobarde y neurótico, quien en ocasiones llega a preocuparse mucho ante problemas simples o que le ocurren a otros personajes, principalmente por Lincoln. Es afroamericano, posee un cabello negro y rizado, lentes, y viste un suéter con rayas amarillas y azules, pantalones y zapatos negros. Estaba enamorado de Lori, al punto de que cada vez que la miraba o esta le hablaba se ponía nervioso y se desmayaba, le sangraba la nariz o actuaba como un robot estropeado; pero, a partir de la tercera temporada, decide salir con otras chicas de su edad. También, es bastante sobreprotegido por sus papás, y en caso de que haya un problema (por mínimo que sea), suele llamar a la Dra. López, su terapeuta.

- Harold McBride (voz por Wayne Brady): Es uno de los padres de Clyde, que junto con Howard son una pareja homoparental, de personalidad tranquila y honesta, que si bien a veces suele sobreproteger a su hijo, también permite que este aprenda a cuidarse solo y realizar toda clase de actividades con Lincoln (siempre y cuando no sean arriesgadas). Es pelón, y viste una camisa celeste, parca azul, corbata de moño negra, pantalones azul marino y zapatos marrones.

- Howard McBride (voz por Michael McDonald): Es uno de los padres de Clyde, que a diferencia de Harold, este suele ser bastante sobreprotector con Clyde, al punto de ser bastante controlador con sus gustos y actividades. También, suele estallar en llanto o alterarse cuando a su hijo le pasan situaciones tanto positivas como negativas. Es alto, con un cabello castaño, y viste una camisa roja, pantalones beige y zapatos blancos.

- Gayle "Nana" McBride (voz por Loretta Devine): Es la madre de Harold y abuela de Clyde, quien a partir de la temporada 5, comienza a vivir en Sunset Canyon.

### Familia Santiago-Casagrande
- Roberto ''Bobby'' Santiago-Casagrande (voz por Carlos PenaVega): Es el novio de Lori y hermano mayor de Ronnie Anne. Por lo general, se comunica con Lori por medio de un celular, y se lleva bien con el resto de la familia de ella. A lo largo de la serie, ocupa numerosos trabajos de todo tipo a la vez. A partir de la segunda temporada, se muda junto con su hermana Ronnie Anne a Great Lakes City. Tras ello, suele comunicarse con Lori a través de su celular, y a veces viajan mutuamente para realizar sus citas.

- Ronalda "Ronnie" Anne Santiago-Casagrande (voz por Breanna Yde,  y a partir de la temporada 4 por Izabella Alvarez): Es la hermana menor de Bobby. Posee un cabello negro recogido en una pequeña coleta, y viste un suéter violeta, shorts negros, calcetines blancos y zapatos negros. Es ruda y disfruta del patinaje, los videojuegos y las bromas, pero también es amigable, responsable y, al igual que Lincoln, suele ayudar a su familia ante cualquier problema. Es la mejor amiga de Lincoln, a quien suele hacerle bromas de vez en cuando. Desde la segunda temporada, se muda junto con su hermano Bobby a Great Lakes City, por lo que generalmente se comunica con Lincoln desde plataformas digitales.

### Amigos de la Familia Loud
- Stella Zhau (voz por Haley Tju): Es una de las mejores amigas de Lincoln en la escuela, quien se mudó a Royal Woods a inicios de la tercera temporada. También, en ocasiones suele ser la voz de la razón del grupo, aunque sus formas de resolver problemas son poco ortodoxas. Le gusta probarse pelucas y desmantelar aparatos electrónicos. Es alta, pecosa, con un cabello corto y negro, y viste una camiseta blanca con bordes rojos y una estrella en el torso, larga falda negra, largas calcetas blancas y zapatillas verdes.

- Liam Hunnicutt (voz por Lara Jill Miller): Es uno de los mejores amigos de Lincoln en la escuela. Vive en una enorme granja en la zona periférica de la ciudad, en la que realiza diversas labores y cuya mascota favorita es una cerda llamada Virginia. Es pelirrojo con corte de tazón, y viste una camiseta de rayas verdes claro y oscuro, shorts beige, calcetas blancas y zapatillas blancas.

- Rusty Spokes (voz por Wyatt Griswold, posteriormente por Owen Rivera-Babbey, y actualmente por Diego Alexander): Es uno de los mejores amigos de Lincoln en la escuela, quien suele presumir que es atractivo con las mujeres, aunque nunca logra una relación seria. También, tiene la costumbre de disfrazarse como mujer para ayudar a resolver un problema o para ayudar a uno de sus amigos. Tiene un hermano menor llamado Rocky, y su padre trabaja en una tienda de ropa. Es pelirrojo, alto, posee muchas pecas en el rostro, y viste una camiseta verde y pantalones azules abultados.

- Zachary ''Zach'' Gurdle (voz por Jessica DiCicco): Es uno de los mejores amigos de Lincoln en la escuela. Es muy conspiranoico, influenciado principalmente por sus padres, creyendo que cualquier situación extraña o inusual está asociada a extraterrestres, sectas y una conspiración del gobierno o de la CIA. Es pelirrojo, pecoso, usa lentes muy gruesos, y viste una camiseta a rayas y pantalones azules. Vive entre una autopista y un circo, por lo que según Lincoln, es capaz de soportar cualquier lugar donde haya ruido o tensión.

- Phillip ''Flip'' Phillipini (voz por John DiMaggio): Es el propietario de una estación de servicio llamada ''Flip's: Alimentos y Combustible'', en donde vende productos en mal estado y muy caros, y en un episodio se revela que vive en el negocio. Es extremadamente tacaño, codicioso y suele aprovecharse de la confianza de la gente, generalmente por dinero. En la misma estación de servicio, también opera como caja de empeños, y puede obtener toda clase de objetos a cambio de dinero y un contrato legal. También es el entrenador de basquetbol de Lynn Jr. y el único patrocinador de su equipo. Es pelón, canoso, tiene un enorme bigote gris, y viste una camiseta roja, pantalones marrones y zapatos negros. Es soltero, no tiene familiares directos y tiene un mapache de mascota.

- Bud Grouse (Sr. Quejón en Latinoamérica y Sr. Quejica en España; voz por John DiMaggio): Es el vecino de los Loud. Es un anciano gruñón, cascarrabias y sarcástico, que cada vez que accidentalmente cae un objeto de sus vecinos en su jardín, lo confisca al considerarlo como parte de su propiedad. A pesar de su actitud, en más de una ocasión ayuda a los Loud a resolver sus problemas, a cambio de favores (principalmente, a cambio de lasaña). Es calvo, usa anteojos, tiene un bigote blanco, y viste una camisa blanca, chaleco negro, pantalones marrones y zapatos negros. Se sabe que es viudo, tiene varios hijos, es veterano del ejército, y trabaja como informático.

- Fiona (voz por Alex Ryan): Es la compañera de trabajo y amiga de Leni en la tienda Reininger's. Suele ser despreocupada, sarcástica y tiene poca paciencia con los clientes, aunque no duda en ayudar a sus amigos cuando lo necesiten.

- Miguel (voz por Tonatiuh Elizarraraz): Es el compañero de trabajo y amigo de Leni en la tienda Reininger's. Es sincero y, además de moda, también es un buen estilista.

- Haiku (voz por Georgie Kidder): es la mejor amiga de Lucy, quien al igual que ella, posee una piel muy pálida y es gótica. Posee un largo cabello negro que le cubre la mitad del rostro, y usa un largo vestido púrpura y guantes negros. Junto con Lucy, es la copresidenta del Club de los Fúnebres, un grupo de chicos que realizan toda clase de actividades relacionadas con el terror, como ir a cementerios, aprender hechizos y conjuros de dudosa efectividad, y ver series sobre vampiros.

- Benjamin ''Benny'' Stein (voz por Sean Giambrone): Es el compañero de clases y novio de Luan a finales de la temporada 3. Comparte varios de los gustos de Luan, como ser mimo, tiene una marioneta de ventrílocuo llamada Mrs. Appleblossom (Sra. flor de manzano en Latinoamérica), actúa en el teatro escolar, y suele realizar bromas. Posee un cabello castaño rizado, y viste una camisa de rayas blancas y celestes, jeans grises y zapatillas blancas.

- Samantha ''Sam'' Sharp (voz por Jill Talley, y a partir de la temporada 3 por Alyson Stoner): Es la compañera de banda de Luna, quien posteriormente pasa a ser su novia. Es amable, le gustan los animales, y es muy indecisa, al grado de tardar mucho tiempo en elegir más de una opción en situaciones simples. Toca el bajo eléctrico en una banda con dos de sus amigos. Es rubia con un mechón azul, y viste una chaqueta de mezclilla, pantalones morados y botas púrpura. Tiene un hermano menor llamado Simon.

- Chester ''Chunk'' Monk (voz por John DiMaggio): Es el asistente de Luna, quien suele trasladar su equipo cuando ella debe dar un concierto. Se sabe que posee su propia banda y es de origen británico.

- Margo Roberts (voz por Lara Jill Miller, y a partir de la temporada 3 por Brec Bassinger): es la mejor amiga de Lynn Jr., con la que comparte los mismos gustos deportivos, además de poseer una personalidad ruda. Es pecosa y tiene un largo cabello marrón.

- Paula Price (voz por Cree Summer): Es la amiga de Lynn Jr., quien aun cuando tiene una pierna enyesada y se mueve por medio de muletas, suele participar activamente en los mismos eventos deportivos que Lynn Jr.

- Scoots (voz por Grey Griffin): es una residente de Sunset Canyon y amiga de Pop Pop. Usa gafas de sol y suele trasladarse en un vehículo de movilidad. Suele robar, estafar, y en ocasiones suele ayudar a otras personas, a cambio de ciertos favores. Desde la quinta temporada, empieza a salir con Tyler, un joven DJ.

### Centros educativos de Royal Woods

#### Escuela primaria de Royal Woods
- Wilbur Huggins (voz por Stephen Tobolowsky): Es el director de la escuela primaria, quien suele ser bastante estricto con que en su escuela haya orden y se cumplan las reglas al pie de la letra, incluso si estas llegan a ser absurdas.

- Agnes Johnson (voz por Susanne Blakeslee): Fue la maestra de 5° grado de Lincoln y sus amigos en la escuela primaria hasta la cuarta temporada.

- Entrenador Pacowski (voz por Jeff Bennett): Es el maestro de gimnasia de la escuela primaria. Es ruso, tiene una personalidad autoritaria y aplica duros entrenamientos a sus alumnos de la primaria. Vive en un casa flotante con su madre, y tiene un noviazgo con la enfermera de la escuela.

- Cheryl Farrell (voz por Grey Griffin): Es la secretaria del director Huggins, y hermana gemela de Meryl.

- Norm (voz por Jeff Bennett): Es el conserje de la escuela primaria, quien conoce varias anécdotas en su trabajo, como la existencia de una rata mutante (a raíz de un fallido experimento), que ronda por los ductos de ventilación de la escuela.

#### Escuela secundaria de Royal Woods
- Directora Ramírez (voz por Marisol Nichols): Es la directora de la escuela secundaria, quien suele ser firme con los estudiantes, pero también es muy entusiasta con ellos, buscando que saquen lo mejor de sus capacidades y en hallar soluciones creativas ante cualquier problema que se presente.

- Sr. Bolhofner (voz por James Arnold Taylor): Es el maestro de Lincoln, quien anteriormente había estado a cargo de Lynn Jr. Anteriormente, había sido un militar experto en técnicas de supervivencia, quien de vez en cuando relata sus experiencias de ambientes hostiles, así como en rastrear y cazar animales. Es muy estricto, tiene mal carácter, y se ofende fácilmente, motivo por el que tiene mala reputación entre los estudiantes de la escuela secundaria. Sin embargo, se revela que se preocupa mucho por la seguridad de los estudiantes, y busca enseñarles formas de sobrevivir en el mundo real.

- Meryl Farrell (voz por Grey Griffin): Es la secretaria de la directora Ramírez, quien además es la hermana gemela de Cheryl.

- Chandler McCann (voz por Daniel DiVenere): Es el compañero de clases y rival de Lincoln, quien suele molestarlo a él y a sus amigos, a pesar de que en varias ocasiones Lincoln intentó ser su amigo. También suele estafar a la gente y hacerles bromas pesadas.

- Girl Jordan (Jordan Chica en Latinoamérica; voz por Catherine Taber): Es la compañera de clases de Lincoln en la escuela primaria y secundaria.

### Otros personajes
- Kotaro (voz por Phil LaMarr): Es el mejor amigo de Lynn Sr., quien comparte gustos como tocar el cencerro y los juegos de rol. A partir de la tercera temporada, trabaja como camarero en el restaurante de Lynn Sr.

- Sra. Carmichael (voz por Kari Wahlgren): Es la gerente de la tienda de ropa Reininger's, y jefa de Leni y sus amigos, Fiona y Miguel. Es exigente con sus empleados, pero al mismo tiempo reconoce y felicita cuando uno de ellos realiza un buen trabajo.

- Mick Swagger (voz por Jeff Bennett): Es el ídolo musical de Luna, con quien ha tenido una charla. Es, aparentemente, una parodia del cantante británico Mick Jagger.

- SMOOCH: Banda que le gusta mucho a Lincoln, parodia de la banda norteamericana Kiss.

## Episodios
| Temporada | Temporada | Episodios | Episodios | Emisión original         | Emisión original       |
| Temporada | Temporada | Episodios | Episodios | Primera emisión          | Última emisión         |
| --------- | --------- | --------- | --------- | ------------------------ | ---------------------- |
|           | 1         | 26        | 26        | 2 de mayo de 2016        | 8 de noviembre de 2016 |
|           | 2         | 26        | 26        | 9 de noviembre de 2016   | 1 de diciembre de 2017 |
|           | 3         | 26        | 26        | 19 de enero de 2018      | 7 de marzo de 2019     |
|           | 4         | 26        | 26        | 27 de mayo de 2019       | 23 de julio de 2020    |
|           | Especial  | Especial  | Especial  | 23 de mayo de 2020       | 23 de mayo de 2020     |
|           | 5         | 26        | 26        | 11 de septiembre de 2020 | 4 de marzo de 2022     |
|           | 6         | 26        | 26        | 11 de marzo de 2022      | 16 de mayo de 2023     |
|           | 7         | 20        | 20        | 17 de mayo de 2023       | 6 de junio de 2024     |
|           | 8         | 13        | 13        | 10 de junio de 2024      | 20 de junio de 2025    |

## Producción y desarrollo

### Primeras Inspiraciones (2013 - 2016)
The Loud House fue creado por Chris Savino para Nickelodeon. Savino basa la serie en sus propias experiencias de crecer en una familia grande. Lanzó la idea a Nickelodeon en el año 2013, con un corto de 2 minutos y medio para el programa anual de Nickelodeon llamado Animated Shorts Program. En junio de 2014, Nickelodeon anunció que The Loud House había sido confirmada para una temporada con 13 episodios, pero poco más tarde, el canal anunció que se extendería a un total de 26 episodios. Esta es la segunda serie que nace del Animated Shorts Program, tras Breadwinners. El primer tráiler de la serie se estrenó por Nicktoons el 13 de marzo de 2016. Primeramente en el desarrollo de la serie, iba a estar compuesta por un conejo llamado Buorer con un polo morado que vive con sus 25 hermanas, poco después, Savino fue aconsejado para hacerlos humanos.

### Estreno (2016 - presente)
The Loud House fue estrenado por Nickelodeon el 2 de mayo de 2016 a las 5:00pm (hora de la costa este de EUA) con estrenos de lunes a viernes.
Internacionalmente, la serie se estrenó en Israel por Nickelodeon, el 15 de mayo de 2016. En Alemania, África, Latinoamérica, España, Francia y Polonia el 16 de mayo y en Australia y Nueva Zelanda el 30 de mayo, en Reino Unido en mayo del mismo año.
La serie se estrenó el 15 de mayo de 2016 en Medio Oriente y África del Norte en Nickelodeon Arabia, luego se lanzó en MBC 3.

## Recepción y críticas
Tras su estreno, el 2 de mayo de 2016, The Loud House fue el programa infantil más visto de la TV, registrando en su estreno dos millones de espectadores. Su primera temporada registró un promedio de casi un millón de espectadores por episodio. El periodista Kevin Johnson, escribió en A.V. Club que The Loud House se alejaba del surrealismo y humor absurdo propios de las series animadas del canal, como Johnny Test y The Fairly Oddparents, bajo una trama generalmente realista (salvo unos pocas excepciones), y con un humor de situación cotidiana. También destacó que tanto Lincoln como sus hermanas son presentado de manera imparcial, las cuales son definidas por sus rasgos pero jamás juzgadas por ello, y que Lincoln se dirige a la cámara de la misma forma que el personaje de Malcolm, protagonista de la serie Malcolm in the Middle.
La serie llamó la atención de los medios tras el estreno del episodio ''Déficit de Atención'', donde aparecían por primera vez los padres de Clyde, Harold y Howard McBride, siendo el primer matrimonio abiertamente homosexual en una serie animada infantil de Nickelodeon. El hecho recibió reseñas positivas no solo por la inclusión de estos personajes, sino que también por la naturalidad de estos al relacionarse con otros personajes, al punto de que destacan más la personalidad de esta pareja por sobre su orientación sexual.

## Controversias

### Despido de Chris Savino
El creador de la serie, Chris Savino, fue despedido luego de que surgieran múltiples denuncias de acoso sexual hacia varias trabajadoras de la cadena Nickelodeon. Las demandantes afirmaban que Savino les ofrecía trabajo a cambio de favores sexuales, evidenciado en varios mensajes de textos explícitos. Entre las demandantes se encontraba Anne Walker Farrell, actual directora de la serie BoJack Horseman, quien declaró por Twitter que Savino la había acosado quince años atrás, mientras trabajaba para Cartoon Network.
A pesar del despido de Savino, la serie continuó al mando de otros productores como Kyle Marshall y Amanda Rynda, y ha logrado mantener altos niveles de sintonía.

### Parejas LGTB
A lo largo de la serie, diversas parejas LGTB han ido apareciendo en cada episodio. Por esta razón la serie fue prohibida en diversos países.
En 2017, la Junta de Clasificación de Películas de Kenia (KFCB) prohibió que The Loud House se transmitieran en Kenia. Según la Junta, la razón fue que esta serie "glorificaban el comportamiento homosexual". Otros programas La leyenda de Korra y ¡Oye, Arnold! de Nickelodeon y Clarence, Steven Universe y Adventure Time de Cartoon Network también fueron prohibidos por KFCB en Kenia. Esto causó que Nickelodeon dejase de emitir por dos años la serie en toda África y en Europa Central y Oriental, puesto que estas regiones reciben la misma señal del canal (Nickelodeon Europe).
En Turquía, la serie fue prohibida por el gobierno turco debido a que Luna Loud era bisexual. Esto sucedió después de la transmisión del episodio 12 de la segunda temporada.
En Polonia, varios episodios protagonizados por Harold y Howard (principalmente en las temporadas 1 y 2) y Luna y Sam (temporada 3) fueron prohibidos desde el 6 de junio de 2018 debido a la queja presentada ante el Consejo Nacional de Radiodifusión de Polonia por Ordo Luris sobre los temas LGBT presentados en la serie.

## Novelas gráficas y libros
Un mini-cómic especial, titulado Lincoln Loud's ABCs of Getting the Last Slice estaba disponible de forma gratuita en San Diego Comic-Con 2015; que contenía una historia donde Lincoln y sus hermanas se pelean por el último trozo de pizza. La historia fue escrita e ilustrada por Chris Savino, el guion gráfico por Jordan Rosato, y coloreado por la directora artística, Amanda Rynda.Todas las novelas gráficas de The Loud House han sido publicadas por la editorial Papercutz.

### Novelas gráficas
- The Loud House: There Will Be Chaos. Publicado el 9 de mayo de 2017.
- The Loud House: There Will Be More Chaos. Publicado el 21 de noviembre de 2017.
- The Loud House: Live Life Loud. Publicado el 20 de marzo de 2018.
- The Loud House: Family Tree. Publicado el 21 de agosto de 2018.
- The Loud House: After Dark. Publicado el 27 de noviembre de 2018.
- The Loud House 3 in 1 (compilación de las tres primeras obras). Publicado el 22 de enero de 2019.
- The Loud House: Loud and Proud. Publicado el 7 de mayo de 2019.
- The Loud House: The Struggle is Real. Publicado el 13 de agosto de 2019.
- The Loud House: A Very Loud Halloween. Publicado el 26 de octubre de 2019.
- The Loud House: Livin' La Casa Loud. Publicado el 26 de noviembre de 2019.
- The Loud House: Ultimate Hangout. Publicado el 28 de abril de 2020.
- The Loud House: The Many Faces of Lincoln Loud. Publicado el 11 de agosto de 2020.
- The Loud House: Winter Special. Publicado el 6 de octubre de 2020.
- The Loud House: Who's the Loudest?. Publicado el 17 de noviembre de 2020.
- The Loud House: The Case of the Stolen Drawers. Publicado el 16 de marzo de 2021.
- The Loud House: Summer Special. Publicado el 1 de junio de 2021.
- The Loud House: Lucy Rolls the Dice. Publicado el 24 de agosto de 2021.
- The Loud House: Love Out Loud. Publicado el 7 de diciembre de 2021.
- The Loud House: Guessing Games. Publicado el 28 de diciembre de 2021.
- The Loud House: The Missing Linc. Publicado el 29 de marzo de 2022.
- The Loud House: Back to School Special. Publicado el 26 de julio de 2022.
- The Loud House: Loud and Clear. Publicado el 27 de septiembre de 2022.
- The Loud House: Sibling Rivalry. Publicado el 27 de diciembre de 2022.
- The Loud House: Super Special. Publicado el 7 de febrero de 2023.
- The Loud House: Sister Resister. Publicado el 4 de julio de 2023.
- The Loud House: Bump It Loud. Publicado el 17 de octubre de 2023.
- The Loud House: Loud Spies. Publicado el 14 de noviembre de 2023.
- The Loud House: Totally Not a Loud. Publicado el 4 de junio de 2024.
- The Loud House: Spooky Special. Publicado el 2 de julio de 2024.
- The Loud House: Howling Good Time. Publicado el 3 de septiembre de 2024.
- The Loud House: Powered Up!. Publicado el 12 de noviembre de 2024.
- The Loud House: Games and Gains. Publicado el 22 de abril de 2025.
- The Loud House: Loudest and Proudest. Publicado el 27 de mayo de 2025.
- The Loud House: Movin' to the Music. Se publicará el 26 de agosto de 2025.
- The Loud House Vol. 25. Se publicará el 14 de octubre de 2025.

### Libros
- The Loud House: Arcade or Bust!. Escrita por Amaris Glass y publicado el 3 de julio de 2018 por la editorial Random House.
- The Loud House: Who Ghost There?. Escrita por Mollie Freilich y publicado el 3 de julio de 2018 por la editorial Random House.
- The Loud House: Campaign Chaos!. Escrita por Karla Sakas Shropshire y publicado el 9 de enero de 2019.
- The Loud House: The Ultimate Party. Escrita por Mollie Freilich y publicado el 6 de octubre de 2020 por la editorial Scholastic.

## Películas

### The Loud House Movie
Nickelodeon y Paramount se acercaron para hacer una película de la serie prevista a estrenarse el 14 de marzo de 2019, Sin embargo, en enero del mismo año, Paramount eliminó la película de su programa de estrenos. Poco después, Netflix anunció que habían salvado el proyecto, además de una película del Reboot de Las Tortugas Ninja. El 27 de abril de 2021 se lanzó el tráiler oficial de la película. Se confirmó que la película se estrenará el 20 de agosto de 2021 en Netflix.

### No Time to Spy: A Loud House Movie
El 21 de junio de 2024, una quinta película animada titulada No Time To Spy: A Loud House Movie se estrenó a nivel internacional en la plataforma de streaming Paramount+ y el canal Nickelodeon. La película consiste en que los Louds viajan a una isla para celebrar la boda de su abuelo materno, Pop pop, y su pareja, Myrtle, pero se ven involucrados con los planes de una organización criminal; por lo que, Lincoln, emulando a David Steele, y su abuela Myrtle, intentarán frustrar esos planes. La película toma muchas referencias de las películas clásicas de James Bond.

## Adaptación de acción real
El 19 de febrero de 2020, Nickelodeon anunció que dentro de su agenda anual, se estrenará una adaptación fílmica de imagen real de The Loud House, titulada The Loud House: A Very Loud Christmas (posteriormente retitulada como A Loud House Christmas), cuyo casting ya estaba en marcha, con la producción programada para la temporada de verano en Estados Unidos, y cuya fecha de estreno sería durante las fechas navideñas. En esta adaptación, Lincoln descubre que sus hermanas tienen planes para celebrar la Navidad fuera de la casa, por lo que junto con su mejor amigo Clyde, intentarán sabotear sus planes para preservar las tradiciones navideñas de la familia.
En 2021, se anunció que Wolfgang Schaeffer y Jahzir Bruno interpretarían a Lincoln y Clyde, respectivamente, además de confirmar el comienzo de la producción del filme para abril del mismo año.
El 23 de agosto de 2021 se reveló un tráiler de la película, además del elenco de la película: Brian Stepanek será Lynn Sr. (su mismo actor de voz original de la serie), Muretta Moss como Rita, Lexi DiBenedetto como Lori, Dora Dolphin como Leni, Sophia Woodward como Luna, Catherine Ashmore Bradley como Luan, Morgan McGill como Lynn, Aubin Bradley como Lucy, Ella Allan como Lola, Mia Allan como Lana, Lexi Janicek como Lisa y Charlotte Ann Tucker como Lily.
Finalmente, el 15 de octubre de 2021, Nickelodeon confirmó que la película se estrenaría el 26 de noviembre de 2021 en Nickelodeon además de estar disponible en Paramount+.
La película fue sucedida por una serie en imagen real, The Really Loud House, contando con la mayor parte del reparto presente en la película.

## Videojuegos
El 20 de septiembre de 2018, fue lanzado a nivel mundial bajo formato IOS y Android, el videojuego The Loud House: Ultimate Treehouse (en español: The Loud House: Casa del Árbol Suprema), desarrollado por Pixowl y publicitada por Viacom. El juego consiste en ayudar a Lincoln a construir una casa del árbol, donde cada habitación puede ser personalizada y cumplir misiones de diversa índole.
El 14 de febrero de 2020, lanzado exclusivamente para Apple Arcade, se publicó el videojuego The Loud House: Outta Control, desarrollado por Double Stallion y Nickelodeon y publicado por Viacom. El videojuego es un juego de estrategia casual en donde tendrás que ayudar a los Loud a alcanzar una meta en específico.
El 14 de julio de 2021, la compañía editora GameMill Entertainment y los desarrolladores Ludosity y Fair Play Labs, presentaron el tráiler de Nickelodeon All-Star Brawl, un juego de lucha en el que participan personajes de diversas series animadas de Nickelodeon, como The Loud House, Bob Esponja, Las Tortugas Ninja, ¡Oye, Arnold!, Rugrats, Danny Phantom, Los Thornberrys, entre otros. En el caso de The Loud House, Lincoln y Lucy Loud representaron a la serie.

## Spin-off
Nickelodeon confirmó en 2018 un spin-off para esta serie. La nueva serie, que contaba con el título tentativo de The Casagrandes, es protagonizada por la mejor amiga de Lincoln Loud, Ronnie Anne y su hermano Bobby mientras se ajustan a su nueva vida en la ciudad, viviendo junto a su gran familia de distintas generaciones, quienes hicieron su aparición a partir de la tercera temporada de la serie. A partir de la cuarta temporada, se han estrenado numerosos episodios enfocados exclusivamente en la familia Casagrande, dando a conocer sus características y anécdotas de vivir en una ciudad. The Casagrandes se estrenó el 14 de octubre de 2019 y fue cancelada en septiembre de 2022, con tres temporadas, y una película que se estrenó en 2024 en Netflix.

## Premios y nominaciones
| Año  | Premio                                 | Categoría                                                                 | Nominados | Resultado | Referencia    |
| ---- | -------------------------------------- | ------------------------------------------------------------------------- | --- | --------- | ------------- |
| 2017 | 28° GLAAD Media Awards                 | Episodio individual sobresaliente                                         | Episodio ''Déficit de Atención'' | Nominado  | [ 58 ]        |
| 2017 | Nickelodeon Kids' Choice Awards        | Show animado favorito                                                     | The Loud House | Nominado  | [ 59 ]        |
| 2017 | Premios Young Artist                   | Mejor interpretación en sobre voz - Actor juvenil                         | Grant Palmer | Ganador   | [ 60 ]        |
| 2017 | Premio televisivo de la ASCAP          | Mejor serie de televisión                                                 | Doug Rockwell Michelle Lewis Phillip Cimino | Ganador   |               |
| 2017 | Kids' Choice Award México              | Animación favorita                                                        | The Loud House | Nominado  |               |
| 2017 | Kids' Choice Award Colombia            | Animación favorita                                                        | The Loud House | Nominado  |               |
| 2018 | 29° GLAAD Media Awards                 | Programación excepcional para niños y familias                            | The Loud House | Nominado  | [ 61 ]        |
| 2018 | 45° Premios Annie                      | Mejor producción de TV animada                                            | Amanda Rynda Larry Murphy Edgar Duncan Hallie Wilson Jared Morgan                                                                                    | Nominado  |               |
| 2018 | Nickelodeon Kids' Choice Awards        | Show animado favorito                                                     | The Loud House | Nominado  |               |
| 2018 | 45° Premios Daytime Emmy               | Mejor dirección en un producto televisivo animado                         | Kyle Marshall Lisa Schaffer | Nominado  |               |
| 2018 | 45° Premios Daytime Emmy               | Mejor guion de animación                                                  | Eric Acosta Sammie Crowley Karla Shiropshire Kevin Sullivan Whitney Wetta Michael Rubiner                                                            | Nominado  |               |
| 2018 | Kids' Choice Award México              | Animación favorita                                                        | The Loud House | Ganador   | [ 62 ]        |
| 2018 | Kids' Choice Award Argentina           | Animación favorita                                                        | The Loud House | Nominado  | [ 63 ]        |
| 2018 | Meus Premios Nick                      | Mejor dibujo animado                                                      | The Loud House | Nominado  |               |
| 2019 | 46° Premios Daytime Emmy               | Mejor programa de animación infantil                                      | The Loud House | Ganador   | [ 64 ]        |
| 2019 | 46° Premios Daytime Emmy               | Mejor guion de animación                                                  | Eric Acosta Sammie Crowley Karla Sakas Karla Shirosphire Kevin Sullivan Whitney Wetta Michael Rubiner                                                | Ganador   | [ 64 ]        |
| 2019 | 46° Premios Daytime Emmy               | Mejor diseño en un producto televisivo animado                            | Oliver Pearce Amaris Cavin Gayle M. Grech Andrew Huang Monica DeStefano Rachael Russakoff Jon Kinyon Richard A. Domincus Matthew Malach Matt Brailey | Nominado  | [ 64 ]        |
| 2019 | 46° Premios Daytime Emmy               | Dirección y composición musical                                           | Doug Rockwell Michelle Lewis | Nominado  | [ 64 ]        |
| 2019 | Premios Young Artist                   | Mejor interpretación en sobre voz - Actor juvenil                         | Andre Robinson | Ganador   | [ 65 ]        |
| 2019 | Premios Young Artist                   | Mejor interpretación en sobre voz - Actriz juvenil                        | Brie Singleton | Nominado  | [ 65 ]        |
| 2019 | Imagen Awards                          | Mejor programa infantil de televisión                                     | The Loud House | Ganador   | [ 66 ]        |
| 2019 | Kids' Choice Awards México             | Show animado favorito                                                     | The Loud House | Nominado  | [ 67 ]        |
| 2020 | 31° GLAAD Media Awards                 | Programa excepcional para niños & familias                                | The Loud House | Nominado  | [ 68 ]        |
| 2020 | Nickelodeon Kids' Choice Awards        | Show animado favorito                                                     | The Loud House | Nominado  | [ 69 ]        |
| 2020 | 47° Premios Daytime Emmy               | Mejor programa de animación infantil                                      | The Loud House | Nominado  | [ 70 ]        |
| 2021 | 32° GLAAD Media Awards                 | Programa excepcional para niños & familias                                | The Loud House | Nominado  | [ 71 ]        |
| 2021 | Nickelodeon Kids' Choice Awards        | Show animado favorito                                                     | The Loud House | Nominado  |               |
| 2022 | 33° GLAAD Media Awards                 | Programa excepcional para niños & familias                                | The Loud House | Nominado  | [ 72 ]        |
| 2022 | Nickelodeon Kids' Choice Awards        | Show animado favorito                                                     | The Loud House | Nominado  | [ 73 ]        |
| 2022 | 1° Premio Emmy para Niños y Familias   | Excelente intérprete de voz más joven en un programa animado o preescolar | Asher Bishop | Nominado  |               |
| 2023 | Kids' Choice Awards México             | Show animado favorito                                                     | The Loud House | Ganador   | [ 74 ]        |
| 2024 | 35° GLAAD Media Awards                 | Programa excepcional para niños & familias                                | The Loud House | Nominado  | [ 75 ]        |
| 2024 | Nickelodeon Kids' Choice Awards        | Show animado favorito                                                     | The Loud House | Nominado  | [ 76 ] [ 77 ] |
| 2024 | Nickelodeon Kids' Choice Awards México | Nick Show Favorito                                                        | The Loud House | Nominado  | [ 78 ]        |
| 2024 | Kidscreen Awards                       | Mejor película para la televisión                                         | No Time to Spy: A Loud House Movie | Nominado  |               |
| 2024 | Kidscreen Awards                       | Mejor episodio especial                                                   | Episodio "'Twas the Fight Before Christmas" | Ganador   |               |
| 2025 | 36° GLAAD Media Awards                 | Programa excepcional para niños & familias                                | The Loud House | Nominado  | [ 80 ]        |
| 2025 | Nickelodeon Kids' Choice Awards        | Caricatura favorita                                                       | The Loud House | Nominada  | [ 81 ]        |